# Il buono, il brutto, il cattivo
Il buono, il brutto, il cattivo (El bueno, el feo y el malo en España, El bueno, el malo y el feo en Hispanoamérica) es una película del subgénero de spaghetti western estrenada en 1966 y coproducida entre Italia, España y Alemania. Fue dirigida por Sergio Leone y contó con las actuaciones de Clint Eastwood, Lee Van Cleef y Eli Wallach. El guion fue escrito por el propio Leone con Agenori Incrocci, Furio Scarpelli y Luciano Vincenzoni. La fotografía es obra de Tonino Delli Colli, y la música fue compuesta por Ennio Morricone.
Es la tercera y última película de la llamada Trilogía del dólar; fue precedida por Por un puñado de dólares (Per un pugno di dollari, 1964) y La muerte tenía un precio/Por unos pocos dólares más (Per qualche dollaro in più, 1965).
La trama gira en torno a dos pistoleros (el Bueno y el Feo) y un asesino mercenario, corrupto e inescrupuloso, sargento de la Unión, convertido en pistolero (el Malo). Los tres luchan por encontrar un tesoro consistente en doscientos mil dólares en monedas de oro, escondido durante la guerra de Secesión.

## Argumento
El bueno (Clint Eastwood) en el papel del Hombre sin nombre, apodado «Rubio» (Blondie); el malo (Lee Van Cleef), alias «Sentencia» (Sentenza en la versión italiana, Angel Eyes en la estadounidense, «Ojos de ángel» en la hispanoamericana); y el feo (Eli Wallach), alias «Tuco» y cuyo nombre completo es Tuco Benedicto Pacífico Juan María Ramírez, son, respectivamente, un cazarrecompensas, un asesino a sueldo que luego deviene en sargento del Norte sin escrúpulos y un ladrón. Se ubican en un ambiente del viejo oeste durante la Guerra de Secesión estadounidense.
Después de una descripción y situación de los personajes, así como otros eventos donde el Feo y el Bueno se conocen, el Feo lleva al Bueno a morir al desierto por venganza, y así se cruzan con una diligencia del Ejército del Sur en la cual un soldado moribundo da a conocer la localización de un tesoro en monedas de oro (200.000 dólares enterrados en una tumba) a cambio de agua, pero resulta que muere sin que ninguno de los dos tenga la información completa: al Feo le dijo el nombre del cementerio, «Sad Hill» (‘Loma triste’), y al Bueno le dijo el de la tumba donde estaba enterrado el tesoro. Así —aunque peleados y cada uno con la mitad del secreto— vuelven a asociarse y emprenden rumbo al cementerio con la esperanza del oro. En el camino suceden varias complicaciones, incluido un encuentro con el Malo, del que logran escapar, y finalmente un duelo en triángulo en el círculo central empedrado del cementerio (sin precedentes hasta entonces en la historia del género) y que culmina entre el frenesí y la delirante música de Ennio Morricone con el tema llamado «El trío».

## Reparto principal
Las prácticas de la elección del reparto siguieron el sistema de filmar spaghetti westerns de alto presupuesto. Se suponía que una estrella extranjera procedente de Estados Unidos contribuiría al posible éxito de la película. De esta forma, el reparto protagónico quedó conformado de la siguiente manera: 
- Clint Eastwood como Rubio (el Hombre sin nombre): el bueno, un cazarrecompensas callado y confiado que se une a Tuco y Sentencia temporalmente para encontrar el oro enterrado. Rubio y Tuco tienen una asociación ambivalente; Tuco conoce el nombre del cementerio donde se esconde el oro y Rubio sabe el nombre de la tumba donde está enterrado, lo que los obliga a trabajar juntos para encontrar el tesoro. A pesar de esta búsqueda codiciosa, la compasión de Rubio por los soldados moribundos en la caótica carnicería de la guerra es evidente, incluso consuela a uno a punto de morir cubriéndolo con su abrigo y dejándolo fumar su puro.
- Lee Van Cleef como Ojos de Ángel o Sentencia: el malo, un mercenario despiadado y confiado que se complace en matar y siempre termina un trabajo por el que se le paga, generalmente a través del rastreo y asesinato.
- Eli Wallach como Tuco (conocido como «la Rata» según Rubio): el feo y el único del que se sabe su nombre real: Tuco Benedicto Pacífico Juan María Ramírez. Un bandido mexicano que habla rápido, cómicamente tonto pero también astuto, cauteloso, resistente e ingenioso, es buscado por las autoridades por un larga lista de delitos.

### El bueno
La imagen del protagonista, basada en la del personaje principal de la película Shane (1953), surgió y se formó en la primera película de la trilogía. Incluso antes del comienzo del trabajo en la Trilogía del dólar, en 1963, Leone consideraba a Henry Fonda como el Hombre sin nombre, pero entonces era un actor demasiado caro. En 1963, Clint Eastwood era un actor de pantalla de televisión poco conocido; protagonizó su primer proyecto serio, la serie de televisión Rawhide, en el papel del supervisor Rowdy Yates, donde vio a Leone. El propio Eastwood trajo los accesorios para el papel —botas, cinturón y potro— para las primeras audiciones de Por un puñado de dólares. Leone y su elector de vestuario, Carlo Simi, complementaron su apariencia con un poncho mexicano, una barba de dos días y un puro negro en la boca. Eastwood le pareció al creador de la película en ese momento demasiado joven y «limpio» para su personaje. Se suponía que los ponchos y los puros le daban un aspecto más maduro y duro.
En enero de 1966, la cadena CBS dejó de filmar Rawhide, donde Eastwood había actuado durante casi siete años, debido a los bajos índices de audiencia; el actor accedió de inmediato a participar en El bueno, el feo y el malo. Después de conocer por primera vez el guion, Eastwood le dijo inesperadamente al director que el texto no le sentaba bien. Una de las razones del descontento del actor era la importancia de su personaje, pues Eastwood creía que Tuco le estaba «robando» el papel de pistolero. Leone no discutió al principio y le dijo al guionista Vincenzoni que no había nada de qué preocuparse, ya que estaba la opción de contratar a Charles Bronson. Sin embargo, dos días después, Eastwood llamó a Leone y le dijo que, después de reflexionar, estaba dispuesto a volver a tratar los términos. La alternativa de Bronson no funcionó, pues este ya había accedido a protagonizar The Dirty Dozen (1967). Leone viajó personalmente a California y puso fin a las negociaciones con Eastwood a su favor. En la primera película de la trilogía, la tarifa del actor se saldó en 15 000 dólares, mientras que en la segunda la cifra ascendió a 50 000 dólares; en el tercero Eastwood solicitó 250 000 dólares, el 10% de las tarifas en los Estados Unidos y un automóvil de la marca Ferrari. Leone no quedó satisfecho con las altas exigencias del actor, pero al final accedió. Eastwood comentó sobre el trato: «Ahora soy el actor estadounidense mejor pagado del cine italiano. Solo Marcello Mastroianni cobra más. Por primera vez, puedo elegir adónde ir».

### El malo
Lee Van Cleef aparece como el coronel Douglas Mortimer en la segunda entrega de la trilogía, Per qualche dollaro in più. «Su mirada quema agujeros a través de la pantalla», dijo Leone sobre él. Antes de filmar con el director italiano, Van Cleef era conocido como un actor de reparto que protagonizó varias producciones de televisión. Inicialmente, a Leone le llamó la atención por su pequeño papel en el filme High Noon (1952). De 1962 a 1965, Van Cleef prácticamente no actuó en películas, pero probó suerte como artista. Después de un accidente automovilístico, Van Cleef sufrió una grave fractura en ambas piernas y nunca se recuperó, por lo que no podía correr e incluso caminaba con dificultad. A diferencia de la película anterior, Van Cleef ahora tenía un papel negativo en El bueno, el feo y el malo, por lo que el director tenía algunas dudas. Leone creía que el villano no saldría de él y por ello consideró la opción de Bronson, pero al final el papel del «malo» recayó en Van Cleef.

### El feo
Originalmente se suponía que Tuco iba a ser interpretado por Gian Maria Volonté, aunque Leone decidió que necesitaba un actor con un talento cómico más pronunciado. Al director le llamó la atención Eli Wallach por su actuación en La conquista del Oeste (1962). Según creía Leone, Wallach poseía un encanto parecido al de Charles Chaplin, y eso era exactamente lo que necesitaba. Mientras estaba en Los Ángeles, Leone se acercó al agente de Wallach y le ofreció un nuevo papel al actor, quien estaba muy solicitado tras terminar de filmar How to Steal a Million (1966) en París. Wallach tuvo problemas con su familia y no quería dejar a su esposa y volar a Europa nuevamente. Además, nunca había visto el trabajo de Leone, y cuando se enteró de los wésterns italianos, bromeó: «¿Es esto algo así como una pizza hawaiana?». Tampoco le gustó el próximo papel de los «latinos villanos», aunque después de ver un extracto de Per qualche dollaro in più, el actor accedió inmediatamente y firmó un contrato.

## Actores secundarios
Para el resto de papeles secundarios se contó con actores poco conocidos y no profesionales de diferentes países. Predominaron los italianos, pero también hubo representantes de España, Hungría y Canadá. Muchos de ellos trabajaron con Leone durante mucho tiempo y protagonizaron películas anteriores a la trilogía, en particular Mario Brega, Luigi Pistilli, Aldo Sambrell y Benito Stefanelli. Entonces, Mario Brega, quien encarnó la vívida imagen del cabo Wallace, quien venció a Tuco, interpretó a bandidos en las dos películas anteriores. Ningún especialista profesional estuvo involucrado en la película y parte de esas tareas las realizaron actores secundarios como Stefanelli, Román Ariznavarreta, John Landis, Valentino Pelizzi y Fabio Testi.

### Lista actores secundarios
- Aldo Giuffré como el capitán de la Unión.
- Mario Brega como el cabo Wallace.
- Luigi Pistilli como el padre Pablo Ramírez.
- Al Mulock como el cazarrecompensas manco.
- Antonio Casas como Stevens.
- Antonio Casale como Bill Carson.
- John Bartha como el sheriff.
- Antonio Molino Rojo como Capitán Harper.
- Enzo Petito como uno de los pistoleros
- Claudio Scarchilli como un peón mexicano.
- Livio Lorenzon como Baker.
- Sandro Scarchilli como un peón mexicano.
- Benito Stefanelli como un miembro de la banda de Sentencia.
- Angelo Novi como un monje.
- Aldo Sambrell como un miembro de la banda de Sentencia.
- Sergio Mendizábal como un cazarrecompensas.
- Lorenzo Robledo como Clem.
- Mario Brega como Wallace.
- Richard Alagich como un soldado.
- Fortunato Arena como miembro de la banda de Tuco.
- Román Ariznavarreta como un cazarrecompensas.
- Frank Braña como un cazarrecompensas.
- Saturno Cerra como un cazarrecompensas.
- Luigi Ciavarro como un miembro de la banda de Sentencia.
- William Conroy como un soldado confederado.
- Axel Darna como un soldado confederado herido.
- Bernie Grant como Clinton, el capitán de la Unión.
- Jesús Guzmán como el propietario del hotel.
- Víctor Israel como el sargento del fuerte confederado.
- Nazzareno Natale como un cazarrecompensas mexicano.
- Ricardo Palacios como uno de los hombres de Sentencia.
- Antonio Palombi como el viejo sargento.
- Julio Martínez Piernavieja como el cantante del campo de prisioneros.
- Jesús Porras como el soldado que está tocando la armónica en el campo de prisioneros.
- Romano Puppo como un miembro de la banda de Sentencia.
- Antoñito Ruiz como el hijo menor de Stevens.
- Aysanoa Runachagua como el pistolero reclutado por Tuco en la cueva.
- Enrique Santiago como un cazarrecompensas mexicano.
- José Terrón como Thomas «Shorty» Larson.
- Franco Tocci como el soldado fumador de la Unión.

## Producción

### Antecedentes
Los orígenes de la Trilogía del dólar se encuentra en el subgénero spaghetti western, un fenómeno que surgió a mediados de la década de 1950. Las películas del Oeste, uno de los temas cinematográficos más populares, junto con toda la industria, estaba en declive; si en 1958 se rodaron cincuenta y cuatro películas de este género en Estados Unidos, en 1963 solo hubo once. El cine italiano, que estaba en ese momento en su apogeo tras años después de la Segunda Guerra Mundial, y su infraestructura de producción cinematográfica local recibió la calificación de ser la segunda mejor del mundo. En las décadas de 1950 y 1960, la coproducción de películas de diferentes géneros se hizo muy popular. Por ejemplo, se filmaron Lawrence de Arabia (1962), Cleopatra (1963) y Mutiny on the Bounty (1962), entre otras. Este se trataba de un negocio muy lucrativo, capaz de llenar la capacidad de los estudios cinematográficos italianos. Varios directores y actores locales, trabajando junto con especialistas estadounidenses, se formaron en tales proyectos conjuntos. El coloso de Rodas (1961), coproducida entre Italia, España y Francia, es el primer trabajo independiente de Leone como director.
La mayoría de las películas del subgénero spaghetti western se filmaron para el mercado europeo y no llegaron al público estadounidense. Estas tomaban como trama un esquema simple compuesto por personajes del estilo de El Zorro y Django. Si había presupuesto, se invitaba a la película a una estrella de Hollywood de entre los que aceptaban actuar en Europa; así empezó Leone. En la película Por un puñado de dólares (1964), inspirada en Yojimbo (1961), del director Akira Kurosawa, y la obra de teatro Il servitore di due padroni (escrita en 1746), del dramaturgo Carlo Goldoni, aparece por primera vez la figura del Hombre sin nombre. Al mismo tiempo, surgieron elementos del estilo italiano, como las tomas largas, el laconismo, el cinismo y el humor negro. Por un puñado de dólares, con un presupuesto de 200 000 USD, recaudó alrededor de 3 millones de dólares en Italia y se convirtió en la película más taquillera del país en ese momento. Por su parte, distinguida en taquilla y segunda película de la Trilogía del dólar, Per qualche dollaro in più (1965) tuvo que economizar en todo; como consecuencia de la escasez de fondos, se tuvieron en cuenta el laconismo de los personajes y la sencillez de la escenografía. La colaboración continua con United Artists le dio a Leone la oportunidad de desarrollar sus ideas.

### Preparación

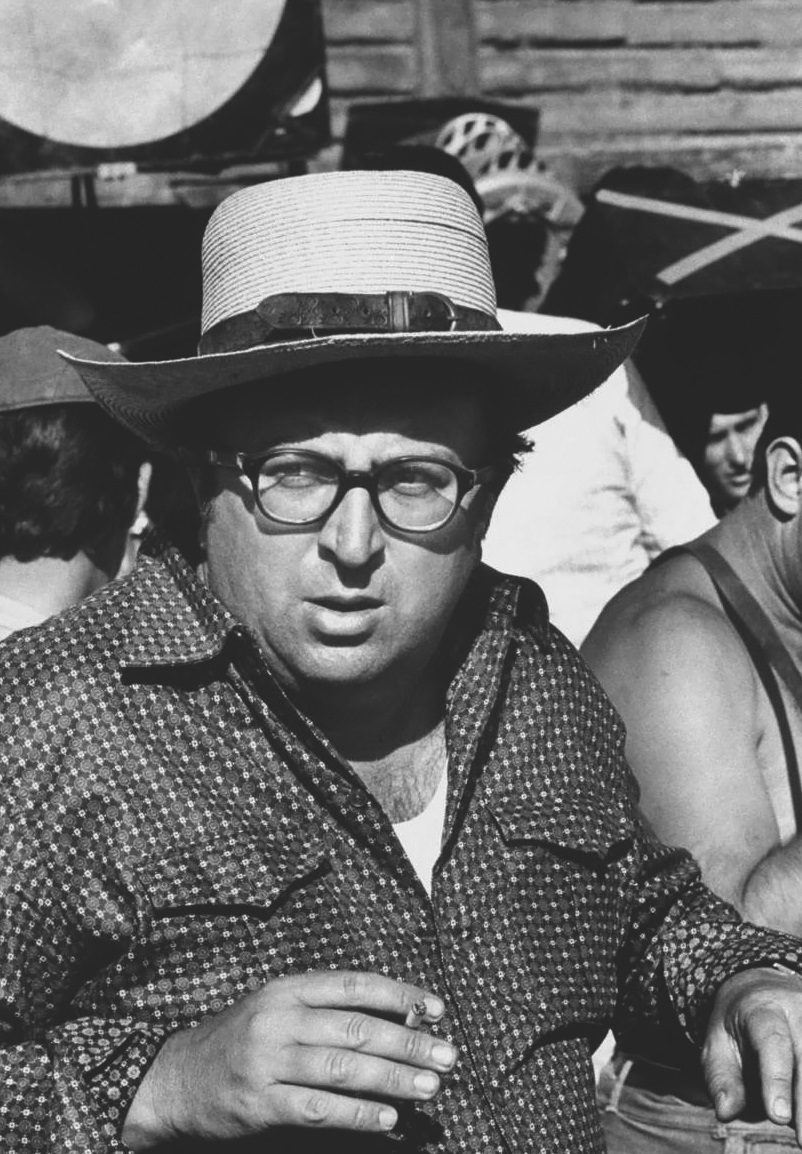
El director Sergio Leone en 1975

En 1964, United Artists adquirió los derechos de distribución de la primera película de la trilogía y expresó su voluntad de financiar la segunda, además de acordar los derechos de la tercera. Los planes estratégicos de la compañía cinematográfica se extendieron incluso a la posibilidad de crear una película replicada del pistolero sin nombre, a imagen y semejanza de James Bond. A finales de 1965, Luciano Vincenzoni invitó a los vicepresidentes de United Artists, Ilya Lopert, Arnold y David Picker. El éxito de Per qualche dollaro in più incitó a producir la tercera película de la saga. Los ejecutivos del estudio, reunidos con el director Sergio Leone y el guionista y productor Alberto Grimaldi, confirmaron su disposición a firmar un contrato para la próxima película.
Lopert se preguntó: «Por cierto, ¿de qué está hablando?». La parte italiana no tenía ideas prefabricadas. Vincenzoni, improvisando mientras caminaba, relató la historia de tres vagabundos que buscaban oro durante la guerra de Secesión. Se refería a los motivos lejanos de la película La Gran Guerra (1959), dirigida por Mario Monicelli, cuyo guion tuvo la oportunidad de escribir Vincenzoni. «De la mano», respondió Lopert de forma inesperada y rápida; Vincenzoni se maravilló más tarde de la facilidad con la que vendió la idea con sólo «tres palabras». Con poca fluidez en inglés, Leone sólo participó de forma limitada en las negociaciones. En ese momento, el director no tenía planes claros ni un deseo especial de rodar la próxima película exactamente como un wéstern. Sin embargo, las sólidas condiciones financieras propuestas y la libertad de acción prometida atrajeron a Leone, quien aceptó el trato. Al director no le gustó el hecho de que contactaran con él solo cuando comenzó la negociación sobre el aspecto financiero del futuro proyecto, pues siempre creyó que era el protagonista de la película y por ello, a partir de ese momento, las relaciones con Vincenzoni comenzaron a deteriorarse. Las partes acordaron que el presupuesto de la película sería de aproximadamente un millón de dólares y que el estudio cinematográfico recibiría el 50% de la recaudación en Italia. United Artists expresó su disposición a pagar de inmediato 500 000 dólares por adelantado del total para comenzar a filmar. Los derechos sobre el alquiler en Estados Unidos se vendieron por 900 000 USD.

### Guion
Leone y Vincenzoni viajaron a Estados Unidos para crear el guion. En la etapa preparatoria, Vincenzoni leyó muchos libros en la Biblioteca del Congreso de Estados Unidos y se puso en contacto con los archivos. Algunas de sus indagaciones desconcertaron a los archiveros; rara vez alguien se refirió a los documentos sobre aquellas operaciones de la guerra civil, en la que perdieron los confederados. Leone se acercó al miembro del personal de la biblioteca para encontrar un vínculo a la batalla por la mina de oro de la guerra civil de Texas. El bibliotecario expresó sus dudas de que existieran, pero, para su propia sorpresa, encontró un vínculo con una verdadera escaramuza entre norteños y sureños. Este hallazgo es una de las razones por la que los eventos de la campaña en Nuevo México sirvieron como base histórica para los eventos del guion. Leone revisó una gran cantidad de fotografías históricas y declaró: «Quería desacreditar los mitos y estereotipos sobre la guerra [...] para mostrar todo su absurdo». El guion original en italiano, principalmente redactado por Vincenzoni, se escribió en once días. Leone no quedó completamente satisfecho con el trabajo y sugirió a Vincenzoni al dúo de coautores compuesto por Furio Scarpelli y Agenore Incrocci. Se suponía que debían finalizar el texto y agregar más humor a las líneas y diálogos, pero Leone describió su contribución como un «fracaso». En el texto final, casi nada quedó del trabajo del dúo, aunque se les incluyó en los créditos. Entonces Leone contrató a algunos escritores fantasma para más molienda, y Sergio Donati contribuyó de manera significativa. Al final del trabajo, el guion se tradujo al inglés para que los actores estadounidenses entendieran el texto.
Vincenzoni afirmó que no puso ninguna filosofía ni subtexto en la película y escribió el guion «descuidado». Posteriormente, el escritor habló mal de su contribución a la Trilogía del dólar, considerando que su trabajo en colaboración con Pietro Germi era de mucha más calidad. Antes del inicio del rodaje, la relación entre Vincenzoni y Leone se volvió áspera, y el guionista no participó en el trabajo de la película, aunque visitó el set en varias ocasiones. La autoría de la idea del guion siguió siendo controvertida; en sus memorias, Vincenzoni relata que, de hecho, se le ocurrió la historia principal sobre tres criminales que buscan oro, mientras que Sergio Leone en una entrevista no dijo nada sobre la contribución de Vincenzoni, solo menciona que se inspiró en la oportunidad de hacer una película cuya trama se desarrollará en el contexto de la guerra civil estadounidense. Además, desde finales de la década de 1960, en sus entrevistas, Leone hablaba de una sola idea que conectaba todas las películas de la trilogía.

### Equipo de filmación
El biógrafo de Leone, Christopher Frayling, lo describió como un «profesional consumado», así como una persona moderadamente educada, aunque «no un intelectual en absoluto», pero «versado en las sutilezas del cine». La mayoría de los que trabajaron con Leone lo señalaron como alguien duro y difícil de comunicarse con él. Consideraba que el director era la persona principal de la producción y no toleraba ninguna usurpación de su poder; Leone estuvo atento a los detalles, a la autenticidad de la producción. Con todo esto, incluso antes del inicio de la producción, sabía exactamente lo que quería y tenía la película completa «en su cabeza». A Leone no le gustaba la improvisación, su estilo tiene cambios mínimos respecto al guion inicial. Todas las frases célebres de los personajes se escribieron inmediatamente en el guion y así se incluyeron en la película. El actor Eli Wallach declaró sobre el italiano: «Era un cineasta que vivía, dormía y comía con este arte. Era muy duro, pero tenía un don mágico». En su equipo para El bueno, el feo y el malo, Leone tomó a la mayoría de compañeros que tuvo en las películas anteriores de la trilogía, como el compositor Ennio Morricone, el artista Carlo Simi y el editor Eugenio Alabiso. Para trabajar en la película, Leone invitó a un nuevo hombre como camarógrafo: Tonino Delhi Colli. El reconocido especialista trabajó junto con los principales maestros del cine europeo, como Luis García Berlanga y Pier Paolo Pasolini, entre otros.

### Escenografía y rodaje

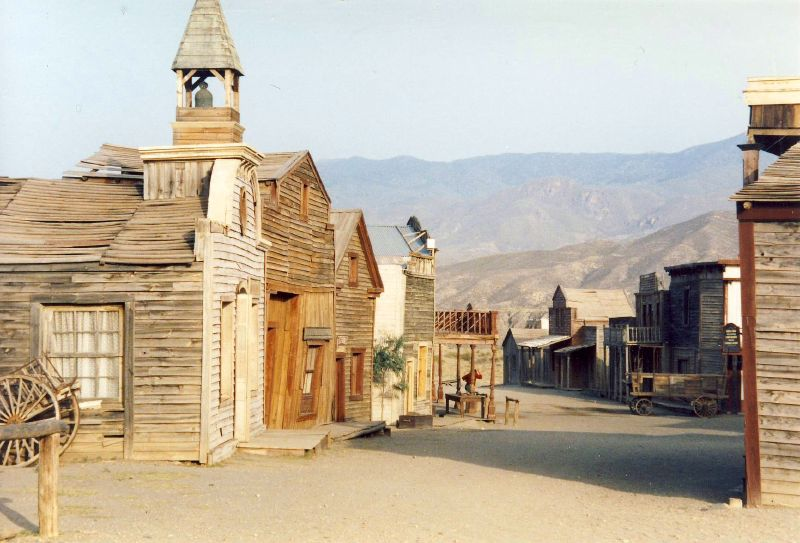
Escenografía de la película en Fort Bravo/Texas Hollywood, Almería

El rodaje de la película en el campo y en el estudio tuvo lugar de mayo a julio de 1966 en Italia y España y duró aproximadamente trece semanas. Comenzaron en los pabellones del estudio Cinecittà con la escena del primer fusilamiento de Tuco. Después, el equipo de filmación se trasladó a la naturaleza; la primera mitad de la película tuvo lugar en el sur de España, en la provincia de Almería, que desempeñó el papel de los desiertos de Nuevo México. Allí se construyó una pequeña ciudad, que se convirtió en un gran telón de fondo para muchas escenas. La estación de ferrocarril, desde donde parte Tuco con el sargento, se filmó en la zona de La Calahorra (línea Almería-Guadix), a la par que la segunda parte se rodó en el norte. La mayoría de las localizaciones más importantes de la película se encuentran en las inmediaciones de Burgos. La misión se lleva a cabo en el monasterio de San Pedro de Arlanza, mientras que el campo de prisioneros de guerra de Betterville se construyó cerca de la ciudad de Carazo. El cementerio Sad Hill está construido cerca del municipio de Contreras, y la batalla entre los norteños y los sureños por el puente Langstone se grabó en el río Arlanza, cerca de la localidad de Covarrubias. Todos estos cuatro lugares se encuentran en el norte de España, a unas pocas decenas de kilómetros entre sí. El monasterio franciscano donde Tuco se encuentra con su hermano es un pequeño castillo del siglo xix llamado Cortijo del Fraile, cerca de Albaricoques.

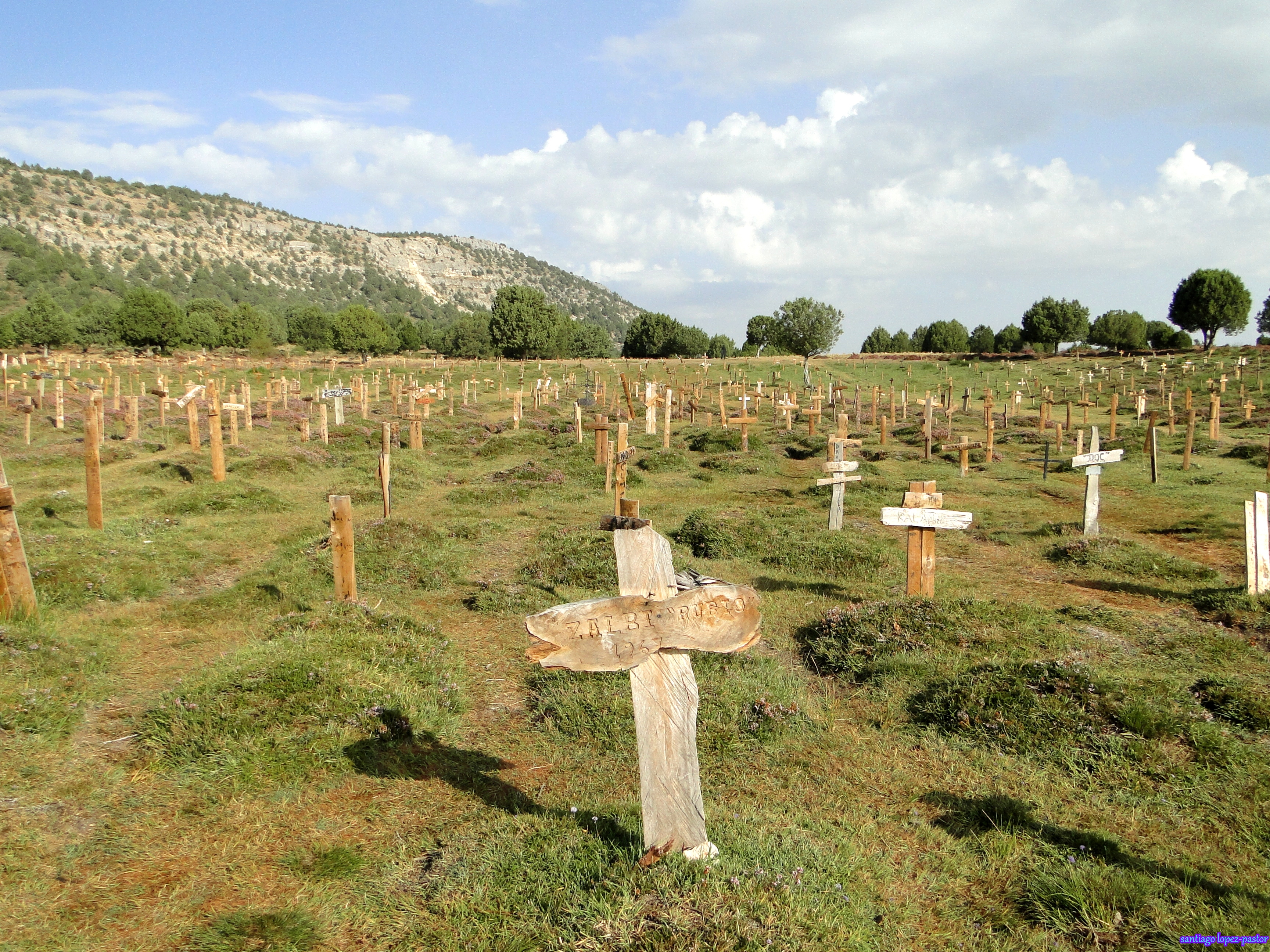
Cementerio de Sad Hill, en Santo Domingo de Silos (Burgos)

La preparación del decorado y la utilería requirió mucho trabajo preliminar. Con un presupuesto suficiente, el director consideró cuidadosamente el desarrollo de las escenas de batalla. El museo del Ejército de España proporcionó una extensa colección de armas para el rodaje. Unos 1500 soldados españoles, que actuaron como extras, ayudaron a construir el puente, el campo de concentración y el cementerio para la escena final. Leone quería que el cementerio Sad Hill pareciera un circo romano; el trío debía converger en el centro en una espaciosa arena circular, absolutamente necesaria para el final, como estaba concebido en el guion. Carlo Simi encontró el solar del camposanto cerca de Burgos y 250 soldados construyeron el cementerio con 8000 tumbas, según bocetos preliminares. El pequeño río Arlanza, cerca de Burgos, se usó para representar el Río Grande. Cuando comenzó la filmación, resultó que el río era completamente poco profundo y los soldados tuvieron que construir una presa para elevar un poco el nivel del agua. El puente Langstone de 180 metros, que aparece en la escena de la batalla, también se encargó de levantarlo el ejército español, también responsables de la pirotecnia. Debido a un error del personal fruto de la barrera del idioma, el puente explotó cuando las cámaras no estaban encendidas; se declaró culpable al oficial del ejército español encargado de supervisar las operaciones de construcción y voladura. El puente tardó tres días en ser reconstruido y se utilizó madera de balsa para acelerar el proceso. Durante la segunda construcción del puente, Leone tuvo la idea de filmar la voladura desde el puente de Rubio y Tuco y la explosión en sí con un solo pegamento de edición. Resultó que para ellos los actores debían estar peligrosamente cerca de la explosión, aunque después de varios ensayos, los asistentes encontraron una posición más distante. De hecho, se filmó a los actores en el contexto de la explosión, aproximadamente como pretendía el director, y la onda expansiva los conmocionó incluso levemente.
Al final de la filmación, Eastwood se encontraba cansado de los rasgos perfeccionistas de Leone. El director insistía, a menudo enérgicamente, en filmar escenas desde muchos ángulos diferentes, prestando atención a los detalles más minuciosos, que solían agotar a los actores. Leone, que era obeso, provocó diversión a través de sus excesos, y Eastwood encontró una manera de lidiar con el estrés de ser dirigido por él haciendo bromas sobre él y lo apodó «Yosemite Sam» por su mal genio. Después de completar la película, Eastwood nunca volvió a trabajar con Leone, y rechazó el papel de Armónica en C'era una volta il West (1968), para la que Leone había viajado personalmente a Los Ángeles para entregarle el guion. El papel finalmente recayó en Charles Bronson. Años más tarde, Leone se «vengó» de Eastwood durante el rodaje de Érase una vez en América (1984) cuando describió las habilidades de Eastwood como actor como un bloque de mármol inferior a la capacidad de actuación de Robert De Niro: «Eastwood se mueve como un sonámbulo entre explosiones y ráfagas de balas, y siempre es el mismo: un bloque de mármol. Robert, ante todo, es un actor, Clint ante todo es una estrella. Robert sufre, Clint bosteza». Eastwood más tarde le dio a un amigo el poncho que usó en las tres películas, el cual se colgó en un restaurante mexicano en Carmel, California.
El estilo de dirección de Leone se basó en la atención al detalle y el encuadre meticuloso. Se mostró exigente con el trabajo de los operadores de cámara y siguió la solución visual de la película, que a menudo reemplazaba los diálogos de los personajes. La exigencia del director agotó al grupo, especialmente a Eastwood, quien mencionó que el calendario de rodaje en exteriores se había retrasado mucho y, según los estándares estadounidenses, debería haber tardado mucho menos de tres meses. Tonino Valerii recordó que, por su comportamiento, ya estaba claro que Eastwood se convertiría en director en el futuro. Leone estaba celoso de tales libertades por parte de los actores y no quería compartir el poder en el plató. Aunque Eastwood era vegetariano y no fumaba, el director insistió por su cuenta, y Clint a veces tenía que mantener el puro encendido en el rodaje. Van Cleef, por el contrario, sufrió mucho debido a su adicción al alcohol, pero, según testigos presenciales, esto no interfirió en el trabajo; en el set, el actor se comportó de manera profesional y nunca discutió las instrucciones del director, siguiéndolas estrictamente.
Aunque el presupuesto de la película era significativo para los estándares europeos, a veces había una economía incomprensible para Hollywood y los actores estaban limitados en su elección de vestuario. Eastwood recordó que solo tenía un sombrero de vaquero y que si se perdía, no se sabe dónde se podría encontrar un reemplazo. Por ello, estuvo muy atento a sus pertenencias y al final del rodaje se llevó su vestimenta. La filmación tuvo lugar en las difíciles condiciones climáticas del verano español; los remolques no tenían aire acondicionado y las comodidades eran mínimas. El horario de trabajo era sencillo: desde el amanecer hasta el atardecer, seis días a la semana. Wallach recordó que la filmación no iba bien, tanto desde el punto de vista organizativo como de seguridad, pues participaron pocos especialistas y casi todas las escenas peligrosas las interpretaron los propios actores. En preparación para la escena de la ejecución, en la que Tuco está sentado en la silla con una soga alrededor del cuello, Wallach le pidió al director que atara el caballo. Después del disparo, la cuerda se rompió con una pequeña porción de explosivos, el caballo cargó al actor con las manos atadas y se detuvo en el desierto, tras haber galopado al menos una milla. Otro episodio peligroso sucedido involucró la escena en la que Tuco yace junto a la vía del tren y el cuerpo del guardia, tratando de deshacerse de las esposas. El paso del ferrocarril casi decapitó al actor; Wallach se negó rotundamente a repetir la escena, por lo que solo se filmó una toma.
El bueno, el feo y el malo es el primer largometraje de pantalla ancha que Leone dirigió. El negativo de la película se filmó con óptica esférica en un formato de techniscope en capas panorámicas en una película estándar de 35 mm con una relación de aspecto de 2.33:1. La tecnología Techniscope es comparativamente más barata que la que se utiliza para rodar algunas películas del género péplum como El coloso de Rodas, filmada con el sistema cinemascope. Para el rodaje se utilizó una de las primeras cámaras portátiles profesionales, la Arriflex 35IICT/B, de la empresa alemana Arri.

### Título de la película y nombres de los personajes

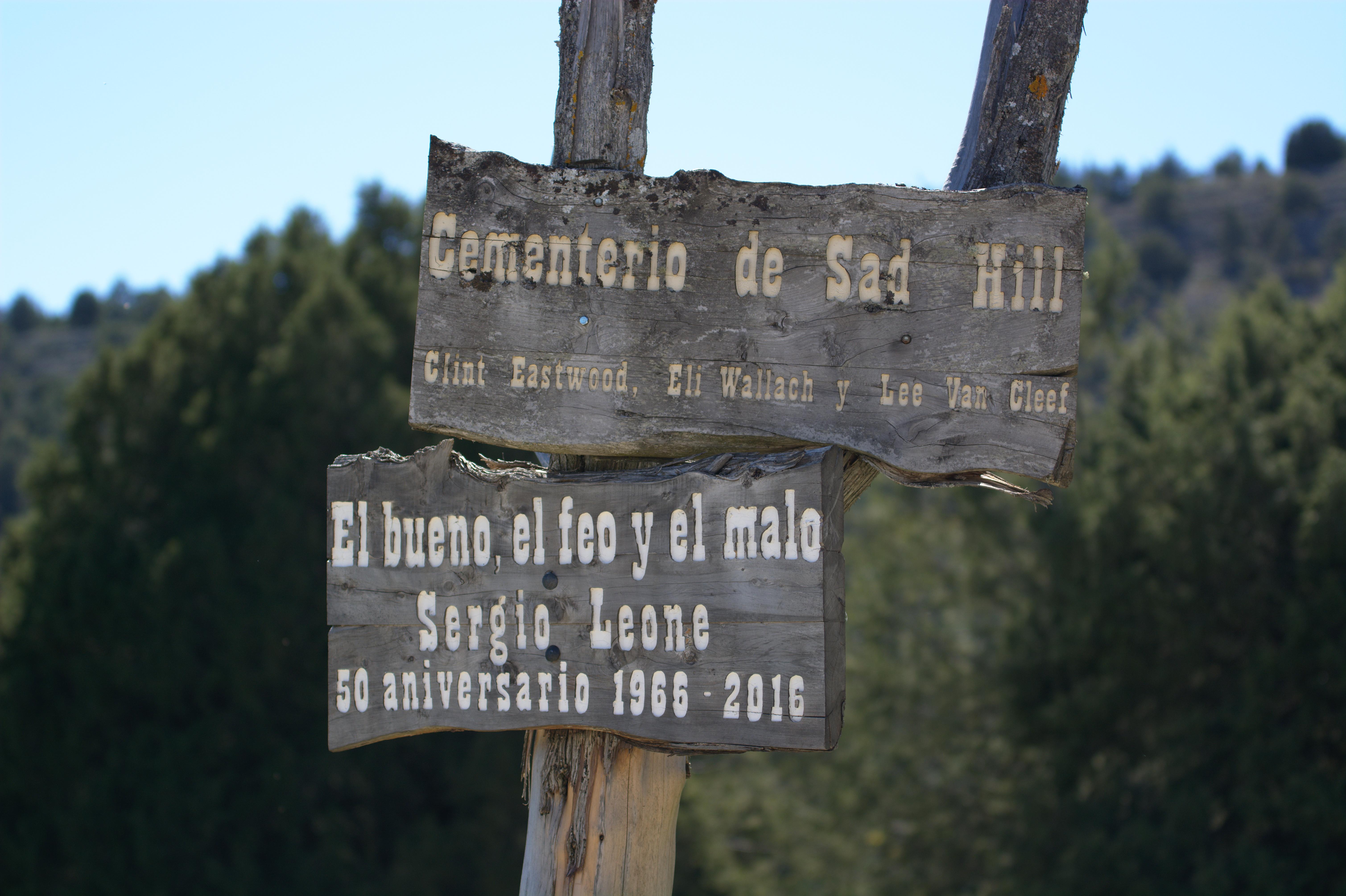
Carteles presentes en el cementerio de Sad Hill. En el segundo se muestra el nombre de la película.

En la versión original del guion se suponía que los personajes principales de la película eran dos héroes, lo que se reflejó en el título provisional «I due magnifici straccioni» (tdl. «Los dos mendigos magníficos»), pero posteriormente el papel de Tuco se amplió al de protagonista y se cambió el nombre de la película a Il buono, il brutto, il cattivo (El bueno, el feo y el malo en español y The Good, the Bad and the Ugly en inglés). United Artists primero planeó darle al filme un nuevo nombre en la taquilla estadounidense, por lo que se consideraron variantes como «River of Dollars» (tdl. «Río de dólares») y «A Man with No Name» (tdl. «El hombre sin nombre»), pero después de discutirlo dejaron la traducción del italiano. Además, en la preparación para el lanzamiento de la versión estadounidense, los traductores de United Artists decidieron que sería más eufónico intercambiar los lugares de las palabras y, como resultado, el nombre se hizo familiar: The Good, the Bad and the Ugly. Sin embargo, en el avance en inglés de 1966, con el que se lanzó la película, los nombres se confundieron debido a un error de traducción: el malo es Tuco y el feo es Sentencia.
El título inicialmente les pareció extraño a los primeros críticos de la película; Renata Adler, del New York Times, sugirió cambiarlo por «The Burn, the Gouge and the Mangle» (tdl. «La quemadura, el rencor y el destrozo»), mientras que el crítico de Los Angeles Times Charles Champlin propuso de manera sarcástica «The Bad The Dull and The Interminable» (tdl. «Lo malo, lo aburrido y lo interminable»). El título de la película contiene una diferencia más del wéstern clásico con una clara división entre el bueno y el malo. En varios personajes, las categorías morales habituales de bueno y malo se contrastan inesperadamente con «mal», lo que rompe la simetría. También se utiliza la técnica literaria de la substantivación, pues los adjetivos están en el papel de los sustantivos. Ninguno de los personajes principales de la película puede llamarse «bueno» en el sentido habitual que implica un carácter positivo, ya que todos ellos son delincuentes y asesinos, aunque tienen algunos rasgos positivos inherentes. Según el primer guion en italiano, el personaje de Clint Eastwood se tendría que llamar Joe, pero después se quedó sin nombre; Tuco lo llama Rubio. En la literatura inglesa, a menudo recibe el nombre de «pistolero» o Hombre sin nombre. Inicialmente, el malo iba a recibir el nombre de Banjo, según uno de los guiones, aunque durante el rodaje se le rebautizó como Sentencia, a la par que en el doblaje en inglés se convirtió en Angel Eyes (en español: Ojos de Ángel). En algunos países hispanoamericanos el título se tradujo como El bueno, el malo y el feo, Lo bueno, lo malo y lo feo o El bueno, el feo, el malo, a diferencia del original para España, país coproductor, El bueno, el feo y el malo.

### Edición y doblaje
La edición del largometraje comenzó en el verano, durante el rodaje, y duró hasta la Navidad de 1966. Los creadores tenían prisa por terminar el trabajo para poder tener vacaciones. Sergio Donati recordó lo nervioso que estaba Leone, aunque en el set el director se comportó relajado, lleno de energía e inventivo; en lo que respecta a la edición, su condición cambió. Después de otro cambio, Leone se quejó: «Nunca terminaré esta película». Tenía mucho miedo al fracaso, ya que hasta el momento era la película más cara de su carrera, por lo que Leone exigió concentración total al equipo de filmación. La última semana antes del estreno, los creadores de la película durmieron en la sala de edición. El propio Donati recordaba con disgusto cómo dedicó seis meses de su vida a editar la película, aunque su nombre ni siquiera entró en los créditos finales.
El corte final cambió significativamente la trama, ya que se prestó más atención al personaje de Tuco. Antes del final, Leone eliminó unos veinte minutos más, como por ejemplo, la escena de amor con la participación de Rubio. Se notó una lógica discrepancia en los hechos del inicio, donde Sentencia habla con un inválido, pues no correspondía en significado a los sucesos posteriores. La dirección de United Artists quería una película de no más de dos horas, y el director en el corte final se rigió por una duración de unas tres horas; Leone trató de insistir por su cuenta: las películas anteriores de la trilogía no sufrieron recortes, pero tuvieron que transigir. La duración de la película en la versión doméstica italiana es de 175 minutos, mientras que existen datos contradictorios sobre la extensión del largometraje original mostrado en los cines italianos en 1966. Algunas fuentes informan de 177 minutos y otras de 182 minutos. La versión en rollo estadounidense se redujo a 161 minutos; las escenas largas sin réplicas se acortaron significativamente. El viaje de Tuco se vio especialmente interrumpido cuando persiguió a Rubio moribundo por el desierto.

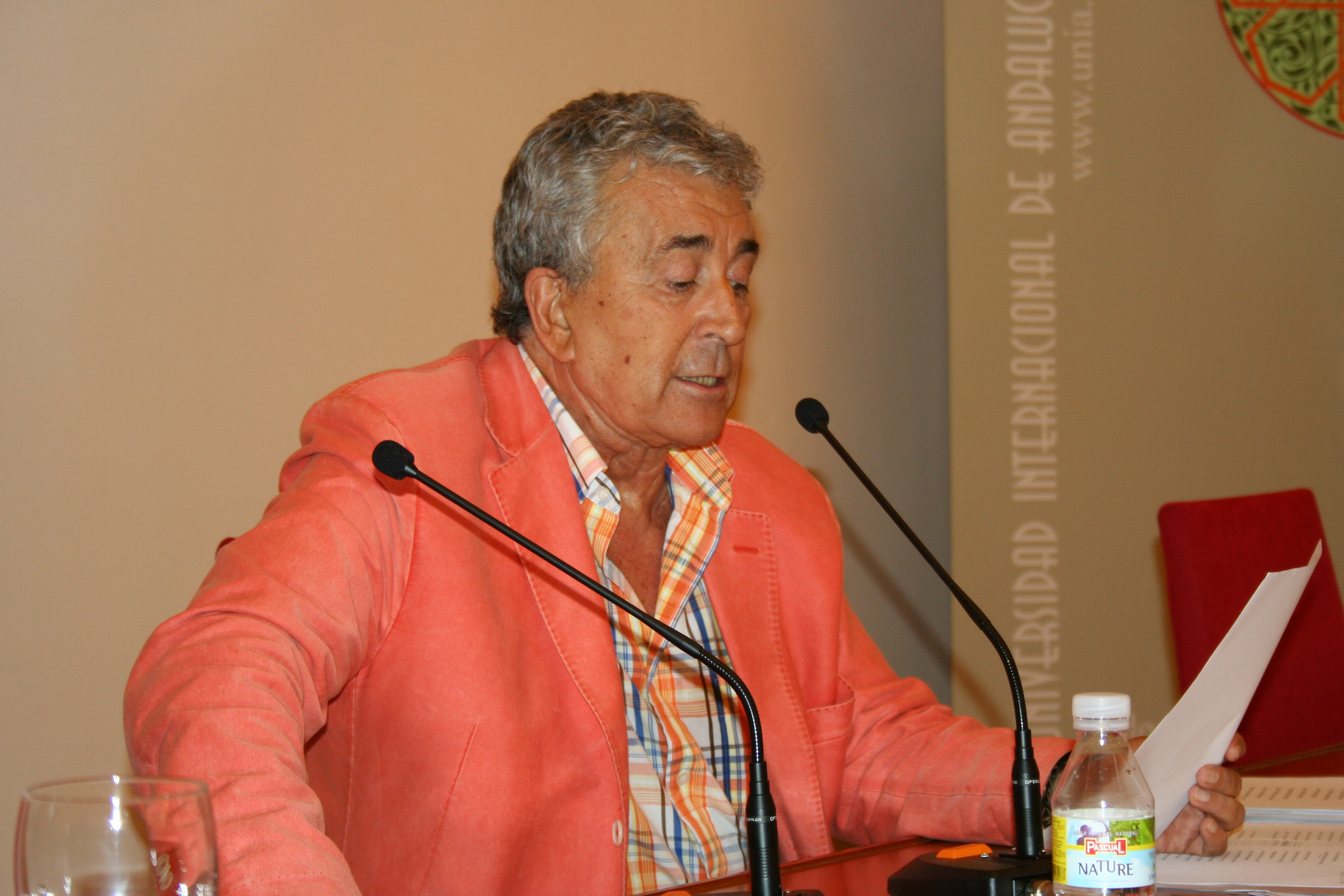
Paco Valladares, quien dobló a Eastwood como Rubio, en 2007

Las películas italianas de esa época se doblaban después del rodaje, mientras que en los Estados Unidos, las líneas de los actores generalmente se grababan durante el rodaje. A su vez, para el cine estadounidense, el doblaje de películas en idiomas extranjeros rara vez se realizaba, aunque sí se practicaba para el género spaghetti western, y el proceso tuvo algunos problemas. La película se dobló al inglés en Nueva York entre octubre y noviembre de 1967, con la dirección de Mickey Knox, quien vivió en Italia durante muchos años y dominaba el idioma. En seis semanas, Knox tuvo que volver a traducir el texto del italiano al inglés, ya que la traducción original tenía numerosos errores. Para su distribución en España por Regia Films, se realizó un doblaje en 1968 en el estudio Arcofón-Vallehermoso, en Madrid, bajo la dirección de Salvador Arias y con la participación de Paco Valladares (Rubio), Félix Acaso (Tuco) y José María Cordero (Sentencia) para interpretar al trío de protagonistas. La empresa Servicio Internacional de Sonido, conocida coloquialmente como «Oruga» y con sede en México, hizo su versión para Hispanoamérica con Rogelio González Garza como director y las voces de Agustín López Zavala (Rubio), Guillermo Romano (Tuco) y Maynardo Zavala (Sentencia).
Por lo general, Leone no prestó mucha atención al doblaje y preparación de una versión en otro idioma. Sin embargo, Eli Wallach informó que participó en el doblaje en inglés. Para los actores estadounidenses, este tipo de trabajo resultó ser una nueva experiencia; la mayoría de ellos terminaron en solo siete días. Eastwood no pudo unirse al equipo de doblaje porque estaba ocupado con otro proyecto y llegó dos semanas después de que se había completado la mayor parte del trabajo. En el proceso de doblaje, Eastwood comenzó a pronunciar su texto desde el primer borrador del guion, ya que se negó a utilizar el nuevo texto revisado. Tuvo que intervenir el vicepresidente de United Artists, Christopher Mankiewicz, quien le obligó a hacerlo. Además, Leone se cerró en banda a pagar a los miembros del equipo de doblaje, y Knox se quejó de que él y los actores simplemente fueron engañados, por lo que llamó a Sergio «la persona más mala del mundo». Después de eso, las relaciones entre Leone y Eastwood finalmente se deterioraron y ya no volvieron a cooperar.

### Banda sonora

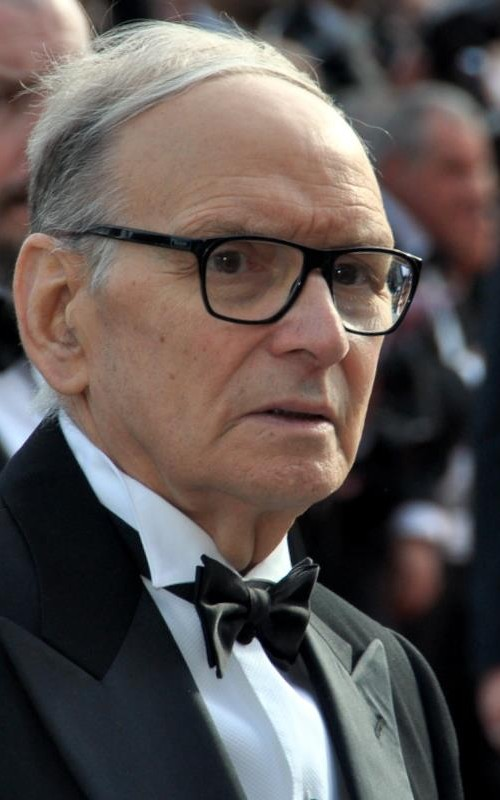
Ennio Morricone en el Festival Internacional de Cine de Cannes de 2012

Antes de participar en la Trilogía del dólar, Ennio Morricone solo era conocido por un estrecho círculo de especialistas como compositor original de vanguardia, seguidor de las enseñanzas de la escuela vienesa. Además de por el cine, Morricone era conocido por sus trabajos en música atonal y arreglos. Con Leone, Ennio comenzó a colaborar con Por un puñado de dólares. En El bueno, el feo y el malo, la banda sonora de la película se escribió mucho antes de que comenzara el rodaje. Morricone tuvo tiempo suficiente para elaborar ideas, para crear material filosófico profundo sobre la guerra y la paz, así como el drama dentro de un complejo triángulo de protagonistas. Leone siempre se tomó muy en serio la partitura: no solo la música, sino en general la variedad de acompañamientos de fondo. Según el director, hasta el 40% del éxito de una película dependía de la música, el doblaje y la mezcla final en el estudio. Al director no le gustó el tradicional acompañamiento sinfónico al estilo de Dimitri Tiomkin, pues, en su opinión, estropeó muchos buenos wésterns. El director no dejó que el compositor leyera el guion, explicando solo con palabras lo que exactamente tenía en mente. También le pidió a Morricone que creara un ambiente especial para ciertas escenas, especialmente el acompañamiento del final, que se suponía que sonaba «como la risa de los muertos de las tumbas».
Morricone repensó las ideas y técnicas de la música en el cine; utilizó su estilo ecléctico inherente y su paleta instrumental original para crear la representación sonora de los personajes. Según el periodista Mark Edwards, la melodía del tema principal suena exótica, pero es difícil atribuirla a un entorno cultural específico. La solución melódica de la banda sonora de la película no es vanguardista, pero contiene el patrón tonal habitual y la armonía diatónica. «Si empiezo en re menor, terminaré en re menor. La armonía debe ser simple y accesible para todos», dijo el compositor. También se utilizaron algunas de las técnicas del serialismo; en las pistas se escuchan a menudo frases musicales cortas, una especie de «microserie» para la transición lógica entre frases, sin embargo, se aparta del dodecafonismo, lo que permite hablar del uso del pseudo-serialismo en sus obras. El uso de la escala pentatónica en varios temas enfatiza la originalidad del enfoque de Morricone, utilizando algunas de las técnicas de la música pop. La banda sonora de la película contiene una amplia variedad instrumental y su combinación, que no es típica de la música de cine. El compositor mezcló instrumentos acústicos —la flauta, la trompeta y la guitarra acústica—, electrónicos —la guitarra eléctrica y el órgano— y voces.
La clave principal de la película, como en toda la trilogía, es el re menor; con él se realizaron las primeras pistas. La película tiene cuatro temas principales: «Il Buono, Il Cattivo, Il Brutto (Titoli)», «Il Tramonto», «Il Forte» e «Il Deserto». Tonalmente, se oponen entre sí; «Il Deserto» se interpreta en la mayor, pero contradice el tema «Il Buono, Il Cattivo, Il Brutto (Titoli)», interpretado en re mayor, cuyo dominante es la mayor. Así, se consigue la oposición armónica y la combinación de temas y la posterior resolución a la tonalidad principal en re menor. Realizada como un ostinato, con un crescendo gradual, la música da profundidad e integridad al final largo —alrededor de cinco minutos—, manteniendo la atención completa del oyente. El tema final —«Il Triello»— se convierte en una generalización de las tres películas de la saga; aquí se escucha el «triunfo del mariachi mexicano» de Por un puñado de dólares, así como el repique del reloj de Per qualche dollaro in più.

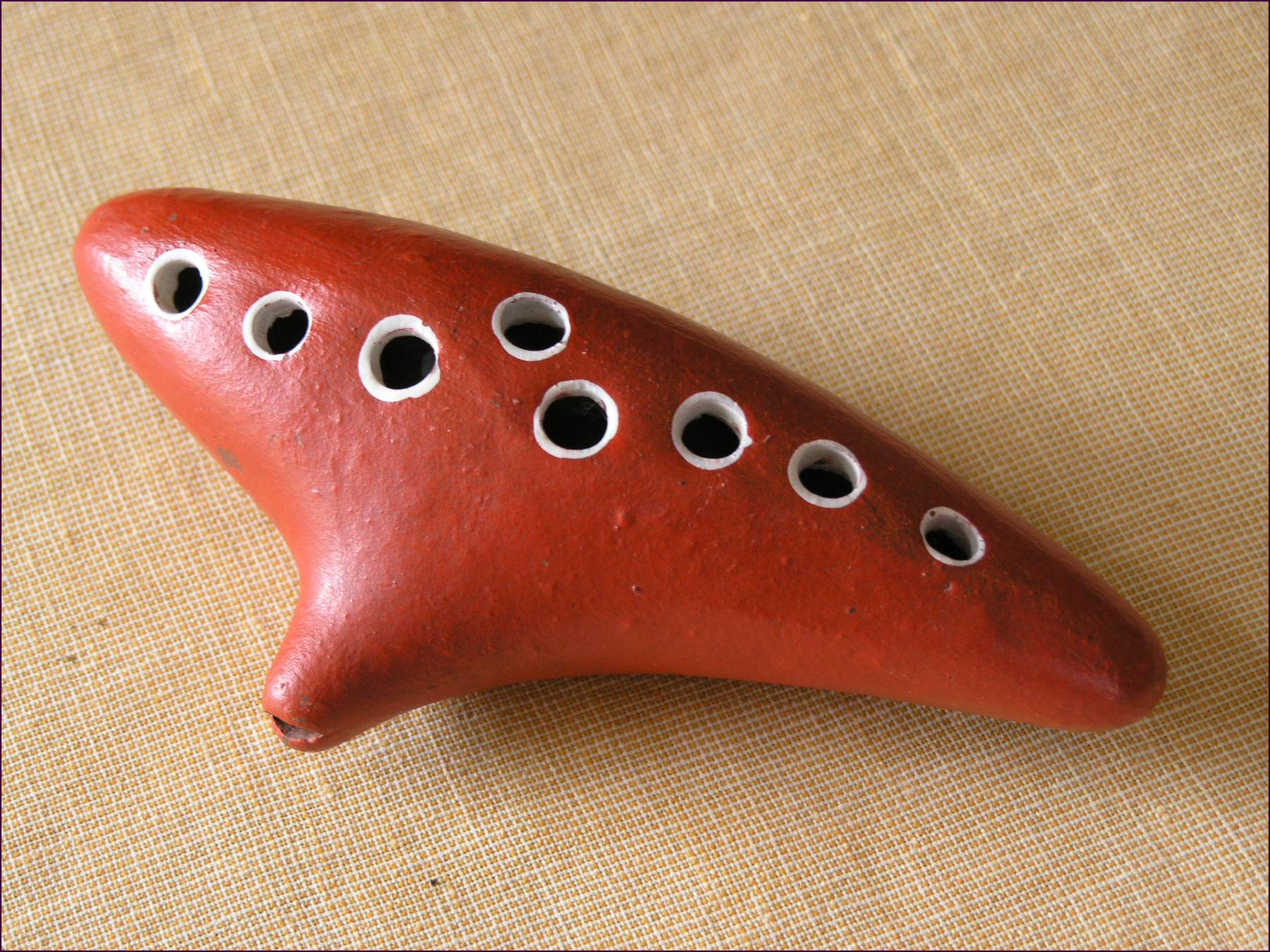
Una ocarina, instrumento usado para representar a Sentencia.

El leitmotiv de todos los temas de la película es la composición «Il Buono, Il Cattivo, Il Brutto (Titoli)», que se ha convertido en la seña de identidad de Morricone, así como en una de las melodías más reconocibles de la pantalla cinematográfica. Se basa en una frase de solo dos notas: la y re en la escala pentatónica. Jugar con la idea musical básica, usarla como exposición y revelarla en la parte principal de la trama acercan la solución musical de Morricone en la película a la forma sonata. La melodía homónima a la película también es un retrato sonoro de cada uno de los personajes; para Rubio es una flauta de soprano, para Sentencia es una ocarina, y las voces masculinas, estilizadas como el aullido de un coyote, son para Tuco. La combinación paradójica de instrumentos ilustra la cooperación forzada y algo absurda de los héroes antagonistas. El uso de un mismo tema musical para los tres personajes principales habla de la similitud de su moralidad. Un ejemplo es la escena en la que Sentencia aparece de repente en el cementerio y le lanza una pala a Tuco; la iniciativa está en sus manos: mantiene a dos oponentes a punta de pistola. Sin embargo, su música y su instrumento no entran, el tema principal se toca aquí con otro instrumento —el órgano eléctrico— en el registro más bajo. Entonces el espectador adivina inconscientemente que Rubio ya no controla la situación. Del mismo modo, en la escena del hotel en la que Rubio y Tuco forman una alianza temporal, el trato se confirma con la banda sonora, pues sus temas confluyen. Por otro lado, la trompeta corresponde a la imagen general de los soldados de la guerra civil estadounidense, a la par que la voz de soprano femenina es un símbolo de oro y suena en el tema «L'Estasi Dell'oro». El corno inglés se utiliza como retrato de algunos personajes secundarios; también suena durante el viaje de tortura a través del desierto.

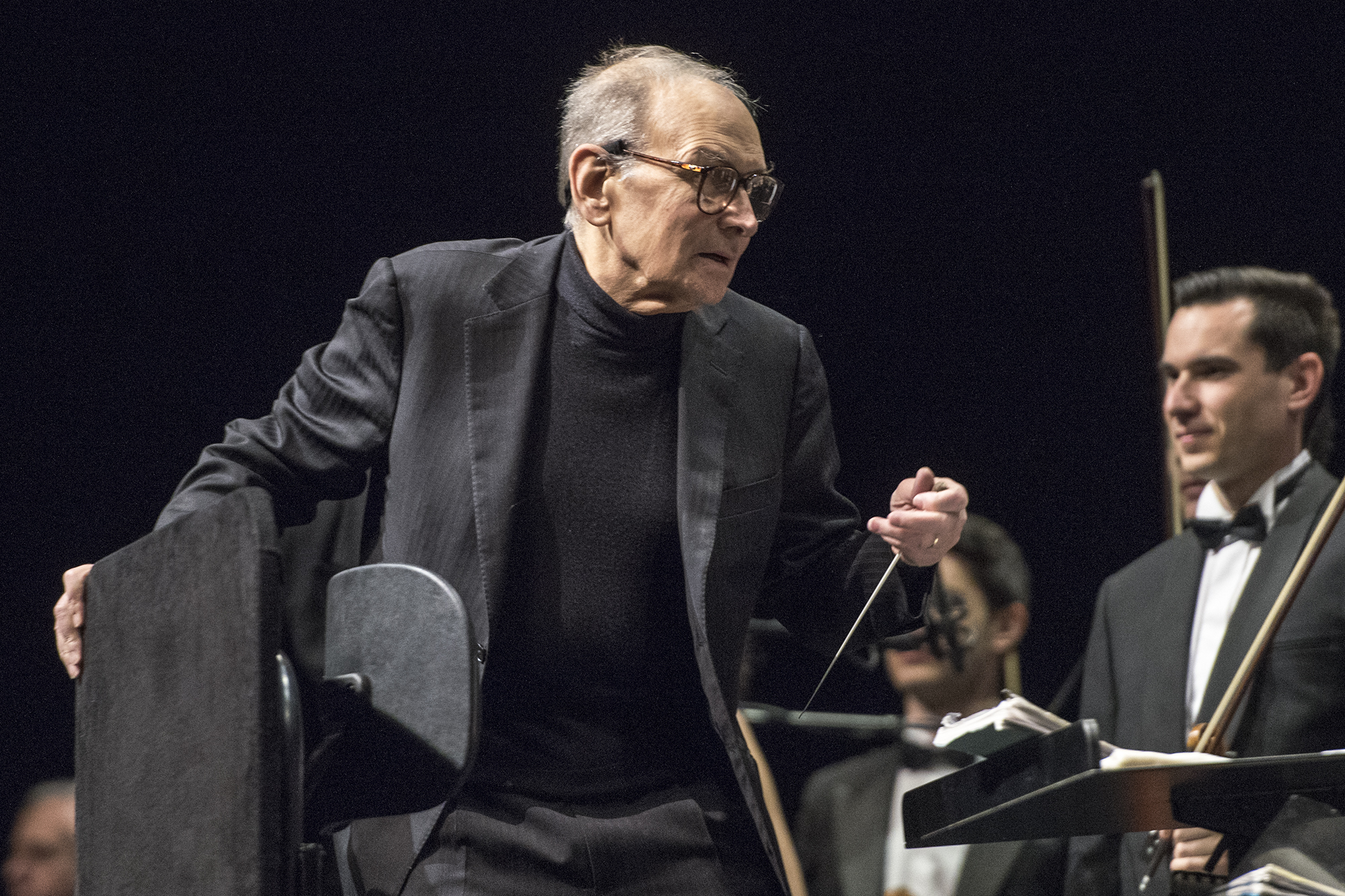
Morricone en 2015 durante un concierto en el Festhalle

Siguiendo la lógica de los héroes y la frase de Tuco «Cuando tengas que disparar, dispara, no hables», las conversaciones son un signo de la debilidad del héroe. En las pausas y en el silencio significativo de los personajes, la música sustituye al diálogo y «habla por sí misma». El director utiliza pausas largas con completo silencio que también realzan la melodía cuando llega. Los sonidos de origen natural, como el crujir de las ruedas o el susurro de las botas en la arena, están tan inscritos en el contorno de la película que solo enfatizan la tensión creciente. Las melodías y sus arreglos en la película a menudo suenan como un vívido contrapunto a los diálogos y los eventos de la trama. La música también lleva un elemento de humor negro inherente al filme. La sentimental «La Storia di un Soldato», ahogando los gritos Tuco brutalmente golpeado, suena como un contraste irónico con los hechos que ocurren en pantalla.
Dentro de la cultura popular, «L'Estasi Dell'oro» ha sido utilizada por artistas como la banda Metallica, quienes emplean la canción para abrir sus espectáculos en vivo e incluso han versionado la pista. Otros grupos como Ramones han incluido la canción en sus álbumes y exhibiciones en vivo. También ha sido muestreada dentro del género hiphop por raperos como Immortal Technique y Jay-Z. De la misma manera, Los Angeles Football Club la llegó a utilizar para abrir partidos en casa. Por su parte, el álbum se convirtió en un éxito en 1968, tras su lanzamiento al mercado, en las listas musicales durante más de un año; alcanzó el número cuatro en la lista Billboard 200 y el diez en R&B Álbumes. El tema principal también logró ser un éxito para el director de orquesta Hugo Montenegro, cuya interpretación llegó al puesto número dos del Billboard Hot 100 en 1968.

## Estreno y recepción
La cinta fue estrenada el 15 de diciembre de 1966 en Italia, y el 29 de diciembre del año siguiente en Estados Unidos. La película fue titulada en Argentina, Colombia, Chile, Ecuador, México, Perú y Venezuela El bueno, el malo y el feo, en otros países de Hispanoamérica Lo bueno, lo malo y lo feo y en España El bueno, el feo y el malo. La película recaudó 6,1 millones de dólares. En un principio, la cinta fue criticada por su violencia, a lo que el director respondió: «Las muertes en mis películas son exageradas porque quiero hacer una sátira de los demás westerns. [...] El Oeste fue hecho por hombres violentos y sin complicaciones, son esa fuerza y simplicidad las que quise reflejar en mis películas». Con el pasar de los años, los esfuerzos de Leone por revivir el género fueron reconocidos: Il buono, il brutto, il cattivo ha sido descrita como la mejor representante del wéstern europeo, y fue considerada por Quentin Tarantino como «la película mejor dirigida de todos los tiempos».
La película posee un 97% de comentarios "frescos" en el sitio web Rotten Tomatoes, basado en un total de 66 críticas. Los críticos Richard Corliss y Richard Schickel, de la revista Time, la incluyeron dentro de las 100 mejores películas de todos los tiempos. Por su parte, el periódico The New York Times la incluyó en la lista de las 1000 mejores películas jamás hechas. En 2008, la revista Empire llevó a cabo una encuesta entre lectores y críticos de cine para seleccionar las 500 mejores películas de todos los tiempos, e Il buono, il brutto, il cattivo fue ubicada en el puesto 25. Actualmente se encuentra en el noveno puesto de las películas mejor votadas por los usuarios de Internet Movie Database (IMDb).

## Escenas eliminadas
Las siguientes escenas fueron originalmente eliminadas por los distribuidores de las versiones de la película estrenadas en Reino Unido y Estados Unidos, pero fueron restauradas después del lanzamiento del DVD Edición Especial en 2004.
- Durante la búsqueda de Bill Carson, "Sentencia" se topa con un puesto avanzado confederado asediado después de un bombardeo masivo de artillería. Una vez allí, tras ver las miserables condiciones en las que están los supervivientes, soborna a un oficial confederado (Víctor Israel) en busca de pistas sobre Bill Carson.
- La secuencia con Tuco y Rubio cruzando el desierto es más larga: Tuco tortura mentalmente a un Rubio gravemente deshidratado comiendo y bebiendo delante de él.
- Tuco, transportando a un Rubio deshidratado, encuentra un campamento confederado cuyos ocupantes le dicen que el monasterio del Hermano Ramírez está cerca.
- Tuco y Rubio discuten sus planes en un carromato al salir del monasterio del Hermano Ramírez.
- Hay una escena en la que Rubio y "Sentencia" están descansando junto a un arroyo, cuando un hombre aparece y Rubio le dispara. "Sentencia" ordena al resto de sus hombres salir (todos estaban escondidos). Cuando salen cinco hombres, Rubio los cuenta (incluyendo a "Sentencia"), y concluye que seis es el número perfecto. "Sentencia" le pregunta por qué, mencionando que él había oído que tres era el número perfecto. Rubio responde que seis es el número perfecto porque tiene seis balas en su revólver.
- La secuencia con Tuco, Rubio y el capitán de la Unión se ha ampliado: el capitán les hace preguntas acerca de su pasado, que no están dispuestos a responder.

Una escena eliminada por Leone después del estreno de Roma también fue reinsertada:
- Después de ser traicionado por Rubio, sobreviviendo al desierto en su camino a la civilización y ensamblando un revólver con piezas de diferentes revólveres, Tuco se reúne con los miembros de su banda en una cueva lejana, donde conspira con ellos para cazar y matar a Rubio.

Se descubrió material adicional de la secuencia en la que Tuco es torturado por el hombre de confianza de "Ojos de ángel". El negativo original de este material se consideró demasiado dañado para ser utilizado, pero el material de archivo aparece como extra en las características complementarias del DVD de 2004.
Imágenes perdidas de la desaparecida secuencia de Socorro, en la que Tuco continúa su búsqueda de Rubio en un pueblo texano mientras Rubio está en una habitación de hotel con una mujer mexicana (Silvana Bacci), se reconstruyeron con fotos y fragmentos inconclusos del tráiler francés. Además, en el documental "La reconstrucción de El bueno, el malo y el feo", aparece brevemente lo que parece ser material de los cañonazos a Tuco antes de la secuencia del éxtasis del oro. Ninguna de estas escenas o secuencias aparecen en la reedición de 2004, sin embargo, se encuentran en las características complementarias.

## Premios y nominaciones

### Premios Golden Laurel
| Año  | Categoría                                      | Persona        | Resultado |
| ---- | ---------------------------------------------- | -------------- | --------- |
| 1968 | Golden Laurel a mejor interpretación de acción | Clint Eastwood | Nominado  |